# Steve Callaghan
Steve Callaghan är en amerikansk manusförfattare, TV-producent och skådespelare, mest känd för sitt arbete med den tecknade TV-serien Family Guy. 
Callaghan började sin karriär 1999 som en assistent till manusförfattarna för Family Guy och blev snart en av de första medlemmarna i originalsättningen bakom showen. Han blev sedan co-exekutiv producent under seriens femte, sjätte och sjunde säsong; under säsong åtta som exekutiv producent. Under seriens nedläggning från 2003 till 2005 skrev Callaghan manus till CBS tv-serie Yes, Dear och den animerade dito 3 South på MTV.
Under 2009 meddelades det att Callaghan skulle börja fungera som exekutiv producent och "Showrunner" för Family Guy där han skulle övervaka övergången till HD-upplösning, med början från den nionde säsongen. 
Callaghan har också författat två böcker om serien: Family Guy: Stewie's Guide to World Domination och en guide till de  tre första säsongerna av showen.
Callaghan har två gånger varit nominerad till en Primetime Emmy Award (inklusive en nominering för Outstanding Comedy Series 2009).

## Manus till TV-serier

### Family Guy-episoder
- Fifteen Minutes of Shame
- The Thin White Line
- Mr. Saturday Knight
- To Love and Die in Dixie
- Blind Ambition
- Model Misbehavior
- I Take Thee Quagmire (med Tom Maxwell and Don Woodard)
- Stu and Stewie's Excellent Adventure
- Whistle While Your Wife Works
- Bill and Peter's Bogus Journey
- Lois Kills Stewie
- The Former Life of Brian
- Dog Gone
- Extra Large Medium
- Trading Places
- Be Careful What You Fish For

### Webbsidor
- Intervju med Callaghan om boken S..., harpercollins.com, läst 26 nov 2011
- Callaghan på Facebook, läst 26 nov 2011